# Campylomyces
Campylomyces — рід грибів родини Gloeophyllaceae. Назва вперше опублікована 2004 року.

## Класифікація
До роду Campylomyces відносять 2 види:
- Campylomyces heimii
- Campylomyces tabacinus